# Quiet Storm
Quiet Storm – album zespołu The Rejects (skrócona nazwa Cockney Rejects) nagrany i wydany w 1984 roku przez wytwórnię Heavy Metal Records.

## Lista utworów
1. "It Ain't Nothing"
2. "I Saw the Light"
3. "Back to the Start"
4. "I Can't Forget"
5. "Quiet Storm"
6. "Fourth Summer"
7. "Feeling My Way"
8. "Leave It"
9. "Jog On"

## Skład
- Jeff "Stinky" Turner – wokal
- Mick Geggus – gitara, wokal
- Ian Campbell – gitara basowa, wokal
- Keith "Sticks" Warrington – perkusja